# Medal of Honor: Frontline
Medal of Honor: Frontline é um jogo eletrônico de tiro em primeira pessoa desenvolvido pela EA Los Angeles e publicado pela EA Games. Foi lançado na América do Norte em 29 de maio de 2002 para PlayStation 2 e em 7 de novembro de 2002 para GameCube e Xbox.
O personagem do jogador é o tenente Jimmy Patterson do Escritório de Serviços Estratégicos (OSS). Frontline acontece durante os eventos do primeiro jogo e apresenta as façanhas de Patterson enquanto ele atravessa a Frente Ocidental (França, Países Baixos e Alemanha) sob domínio da Alemanha Nazista durante a Segunda Guerra Mundial. A trilha sonora foi composta por Michael Giacchino.
O jogo foi o primeiro Medal of Honor da EA Los Angeles após a mesma ser comprada pela Electronic Arts da DreamWorks SKG e da Microsoft em fevereiro de 2000. É também o primeiro jogo da série sem o envolvimento de Steven Spielberg. Em 2010 um porte HD do jogo desenvolvido pela Danger Close Games foi incluído na versão "Limited Edition" do reboot Medal of Honor para PlayStation 3.

## Jogabilidade
Medal of Honor: Frontline é um jogo eletrônico de tiro em primeira pessoa onde os jogadores assumem o controle do protagonista Jimmy Patterson em uma perspectiva de primeira pessoa, onde luta em níveis definidos durante a Segunda Guerra Mundial contra a Wehrmacht, Schutzstaffel e outras organizações militares da Alemanha Nazista. O jogador usa o armamento histórico da época, realizando uma série de operações militares. Os briefings acontecem no início de cada missão, que avançam na trama e apresentam novos personagens. Cada missão é estruturada através de vários níveis lineares, cada um com diferentes localizações, níveis de ação e estilos de jogo. Inicialmente, o personagem do jogador começa durante o Dia D, apoiado por outros soldados controlados por IA, com ênfase na jogabilidade baseada em armas de ação rápida. A medida que a história avança, no entanto, o personagem do jogador é enviado em uma variedade de outras missões, incluindo uma série de operações secretas em locais como bases militares, cidades e mansões ocupadas pelos alemães, submarinos e cenários rurais. O personagem do jogador é encarregado de objetivos durante os níveis que variam de infiltração, espionagem, resgate e reconhecimento. Devido à variedade entre missões e locais, a jogabilidade muda de ritmo. Embora muitas missões envolvam combates com infantaria, outras incluem elementos de furtividade e exploração. Por exemplo, uma seleção de missões faz com que o jogador se separe de uma batalha para se infiltrar em um submarino alemão para chegar a uma instalação secreta enquanto outro os marca para um encontro para se esgueirar em um quartel-general alemão disfarçado para resgatar um operativo. Muitas missões são realizadas solo, mas às vezes também incluem um companheiro AI para backup. A saúde é determinada por uma barra de saúde que pode ser reabastecida usando uma seleção de kits médicos encontrados ao longo dos níveis com vários graus de efeito.
Durante as missões, os jogadores podem ganhar medalhas ao final de cada nível cumprindo requisitos como conclusão de objetivos, eliminando uma série de inimigos e mantendo uma porcentagem de saúde ao longo da missão, tudo representado por uma estrela de bronze, prata ou ouro. O jogador pode acessar suas medalhas a partir de um menu de "Recordes Pessoais".
As missões do enredo foram fortemente inspiradas pelo filme Saving Private Ryan de Steven Spielberg. Muitos detalhes da primeira missão na Praia de Omaha e o início da segunda missão fazem referência direta ao filme. No jogo, a cidade fictícia de St. Mathieu foi baseada na cidade fictícia de Ramelle, apresentada no climax do filme.

## Enredo
Frontline começa em 6 de junho de 1944, com o tenente James Steven "Jimmy" Patterson fazendo parte do 2° Batalhão de Rangers apoiando a 29ª Divisão de Infantaria desembarcando na Praia de Omaha como parte da Operação Netuno (Dia D), operação conduzida para libertar a França da ocupação nazista (Operação Overlord). Ao chegar na costa, a embarcação de Petterson é atingida por artilharia, jogando ele e outros soldados na água para nadar e chegar até a praia. Ao chegar na praia, Petterson é informado pelo capitão que a artilharia que atingiu a embarcação espalhou o restante dos membros do seu esquadrão em desordem, e ordena que Petterson procure-os e forneça fogo de cobertura para que saiam da praia. Petterson resgata quatro membros do seu esquadrão expostos na praia sob forte fogo de metralhadoras inimigas e explosões de artilharia, e se reagrupa com o capitão no quebra mar, que é bloqueado e protegido por arames farpados. Petterson é encarregado de trazer um engenheiro da 29ª Divisão chamado Jones para remover o obstáculo na praia usando torpedos bangalore. Jones está preso atrás de um portão belga e Jimmy fornece cobertura para que ele saia e se encontre com o capitão no quebra mar. Ao chegar no local, Jones explode a cerca de arame com o torpedo, abrindo caminho para o avanço dos soldados além do quebra mar para um campo minado perto da encosta da praia. O capitão reagrupa seus homens na base do bunker na encosta. Ele envia Petterson para atravessar os campos minados e equipar uma MG42 em um sistema de trincheiras de concreto para destruir os ninhos de metralhadora inimiga no topo da encosta. Ele é bem sucedido e se reagrupa com o
capitão na base do bunker. No próximo objetivo no final do dia, o capitão envia Petterson para limpar o interior do bunker das tropas inimigas. Jimmy se infiltrou, encontrou e eliminou vários soldados inimigos e usou uma granada de fumaça para sinalizar a artilharia dos navios aliados na costa do canal para destruir os bunkers inimigos.
Após os desembarques, o Escritório de Serviços Estratégicos (OSS) envia Jimmy para interromper as operações dos submarinos alemães U-boats. Em 17 de agosto de 1944, Petterson é deixado na cidade fictícia portuária de St. Mathieu, França, que foi severamente bombardeada, onde ele encontra vários soldados paraquedistas da 101ª Divisão Aerotransportada sitiados defendendo uma ponte de um contra-ataque alemão. Jimmy atravessa as ruínas da cidade ajudando tropas aliadas no caminho a enfrentar um tanque inimigo. Ele chega nas docas e se esconde em uma caixa de suprimentos que seria transportada para o U-boat. Ele embarca no fictício U-boat U-4902 que se dirige para a base alemã de U-boats em Lorient, França. Peterson sabota a base destruindo o 4902 e mais dois U-boats paralisando as operações do porto; durante sua infiltração, ele cruza com um Hauptsturmführer (capitão) da SS chamado Rudolf Ulbricht von Sturmgeist conduzindo uma inspeção. Sturmgeist, sem saber da presença de Patterson, sai pouco antes da base ser destruída.
A OSS descobre que os alemães estão construindo uma arma secreta mas o seu contato na resistência holandesa desaparece e está sendo mantido prisioneiro em uma mansão nos Países Baixos. Como resultado, o Tenente Patterson se une a 82ª Divisão Aerotransportada um dia antes do início da Operação Market Garden para encontrá-lo. Depois de entrar na fictícia cidade holandesa de Kleveburg e encontrar o contato e resgatá-lo da custódia alemã na mansão, a OSS descobre que a arma secreta é um caça a jato altamente avançado chamado HO-IX (uma tecnologia chamada de Asa voadora) que está sendo mantido em um aeródromo secreto na cidade alemã de Gotha. 
O tenente Patterson embarca para encontrar a aeronave, no entanto, a caminho ele tem que atravessar a ponte de Nimegue no meio da Operação Market Garden, desarmar explosivos na ponte para o cruzamento dos homens da 82ª Divisão Aerotransportada e enviar ajuda e suprimentos para a 1ª Divisão Aerotransportada britânica que está sitiada em Arnhem. Depois o tenente Patterson é enviado para Emmerich na Alemanha antes que os Aliados possam bombardea-la, para que ele possa acompanhar Sturmgeist. Uma vez a bordo do trem pessoal do oficial da SS, Patterson mata toda a tripulação mas é incapaz de pegar Sturmgeist antes que ele seja capaz de escapar. Mesmo que a caça por Sturmgeist fosse infrutífera, Patterson consegue documentos valiosos deixados no vagão. O vagão chega a cidade industrial de Friedrichroda e Petterson consegue destruir o combustível e suprimentos que abastecia o aeródromo alvo.
Patterson se infiltra no aeródromo secreto fora de Gotha, primeiro sabotando uma área de testes científicos e obtendo fotografias de experimentos aeronáuticos dos nazistas e sabotando a produção de motores e dispositivos. Após isso, ele atravessa uma mina infestada de inimigos chegando nas dependências do campo aéreo. Petterson desativa dois radares do campo e sinaliza sua localização como alvo para os bombardeiros aliados. Petterson chega no hangar onde o caça é mantido, iniciando uma batalha contra inúmeros inimigos onde ele finalmente executa Sturmgeist e seus homens. Petterson entra a bordo do caça HO-IX e escapa do campo de pouso durante o bombardeio aliado, conseguindo levantar vôo e escapar do local.

## Trilha sonora
Medal of Honor: Frontline Original Soundtrack Recording é o álbum da trilha sonora do jogo. A música foi composta por Michael Giacchino no início de 2001. A partitura foi executada pela Northwest Sinfonia e gravada por Steve Smith na Bastyr Chapel, entre 11 e 15 de junho de 2001.
Diferente dos lançamentos de partituras de Medal of Honor e Medal of Honor: Underground, o álbum em CD de Frontline estava disponível apenas na loja online da EA Games. Um lançamento digital foi seguido em 2005.
Partes da trilha sonora também seriam reutilizadas em vários jogos posteriores da série, como as expansões Spearhead e Breakthrough de Medal of Honor: Allied Assault, Medal of Honor: Infiltrator, Medal of Honor: Pacific Assault, Medal of Honor: Vanguard e Medal of Honor: Airborne.

### Lista de faixas
Todas as letras escritas por Scott Langteau, todas as músicas compostas por Michael Giacchino.
| N.º            | Título                                                     | Duração |  |
| 1.             | "Operation Market Garden"                                  | 5:32    |  |
| 2.             | "Border Town"                                              | 3:36    |  |
| 3.             | "U-4902"                                                   | 4:44    |  |
| 4.             | "Shipyards Of Lorient"                                     | 3:12    |  |
| 5.             | "After The Drop" (vocal solo by Anders Marshall)           | 5:37    |  |
| 6.             | "Kleveburg"                                                | 3:32    |  |
| 7.             | "Manor House Rally"                                        | 3:48    |  |
| 8.             | "The Halftrack Chase"                                      | 3:40    |  |
| 9.             | "Nijmegen Bridge"                                          | 3:21    |  |
| 10.            | "The Rowhouses"                                            | 4:40    |  |
| 11.            | "Arnhem" (vocal solo by Anders Marshall)                   | 5:51    |  |
| 12.            | "Emmerich Station"                                         | 3:02    |  |
| 13.            | "Thuringer Wald Express"                                   | 2:51    |  |
| 14.            | "Sturmgeist's Armored Train"                               | 3:54    |  |
| 15.            | "Approaching The Tarmac"                                   | 3:47    |  |
| 16.            | "Clipping Their Wings"                                     | 3:27    |  |
| 17.            | "Escaping Gotha"                                           | 7:17    |  |
| 18.            | "The Songless Nightingale" (vocal solo by Anders Marshall) | 2:45    |  |
| 19.            | "Pub Songs"                                                | 4:29    |  |
| Duração total: | Duração total:                                             | 79:05   |  |

## Recepção
Em julho de 2006, a versão para PlayStation 2 de Medal of Honor: Frontline vendeu 2,5 milhões de cópias e rendeu $95 milhões apenas nos Estados Unidos. Next Generation classificou-o como o oitavo jogo mais vendido lançado para PlayStation 2, Xbox ou GameCube entre janeiro de 2000 e julho de 2006 naquele país. A versão para PlayStation 2 também recebeu um prêmio de vendas "Double Platinum" da Entertainment and Leisure Software Publishers Association (ELSPA), indicando vendas de pelo menos 600.000 cópias no Reino Unido; e uma certificação "Gold" da Verband der Unterhaltungssoftware Deutschland (VUD), por vendas de pelo menos 100.000 unidades na Alemanha, Áustria e Suíça.
O jogo recebeu críticas "geralmente favoráveis" de acordo com o agregador de críticas de videogame Metacritic. A GameSpot nomeou Frontline como o melhor videogame de maio de 2002. Ele ganhou o prêmio anual de "Melhor Som no PlayStation 2" da GameSpot e foi vice-campeão em "Melhor Música no PlayStation 2" e "Melhores Gráficos (Técnicos) no PlayStation 2". Recebeu outras indicações nas categorias "Melhor Shooter", "Melhor Música" e "Melhor Som" entre os jogos do GameCube, e "Melhor Música" e "Melhor Som" entre os jogos do Xbox.
Durante o 6º Annual Interactive Achievement Awards, a Academy of Interactive Arts & Sciences premiou Medal of Honor: Frontline com "Outstanding Achievement in Original Music Composition" e "Outstanding Achievement in Sound Design"; também recebeu uma indicação para "Jogo de ação em primeira pessoa do ano para console".

## Remasterização
Na E3 2010, foi anunciada uma versão em alta definição de Medal of Honor: Frontline, desenvolvida pela Danger Close Games. A versão remasterizada de Frontline foi incluída na versão PlayStation 3 do reboot Medal of Honor com opções de jogo atualizadas e também suporte a troféus e remasterizado com gráficos de alta definição. O jogador tem a opção de jogar com a jogabilidade clássica, como controles de giro e troca de armas com dois botões, ou jogabilidade moderna com mira de ferro e controles de agachamento pressionados por botões. Em agosto de 2011, Frontline foi lançado para PlayStation Network.